# Joaquín Rocha
Joaquín Rocha (n. 16 august 1944, Ciudad de México, Mexic) este un boxer ce a reprezentat Mexic, medaliat olimpic. A participat la o ediție a Jocurilor Olimpice (1968) în care a câștigat o medalie de bronz.

## Participări
Lista de mai jos prezintă principalele competiții la care a participat Joaquín Rocha de-a lungul carierei.
- Jocurile Olimpice de vară din 1968